# グアルディアルフィエーラ
グアルディアルフィエーラ（イタリア語: Guardialfiera）は、イタリア共和国モリーゼ州カンポバッソ県にある、人口約1,000人の基礎自治体（コムーネ）。

## 地理

### 位置・広がり

#### 隣接コムーネ
隣接するコムーネは以下の通り。
- アックアヴィーヴァ・コッレクローチェ
- カザカレンダ
- カステルマウロ
- チヴィタカンポマラーノ
- ラリーノ
- ルパーラ
- パラータ